# بيبيون
بيبيون أو ذباب المسيرة أو ذبابة سانت مارك (الاسم العلمي Bibio)، جنس حشرات من فصيلة النبيذيات أنواعه عديدة جميعها صغيرة القد طولها يرواح من 9 إلى 14 مم. أجسامها مستطيلة رخوة تكثر في الربيع فوق الأزهار والأعشاب. ترز مكنها في التربة فينقف عن يرقات تلتهم جذور مختلف النباتات من الزروع إلى القطانيات والصلبيات والشوندر والبطاطا.